# Oostnieuwkerke
Oostnieuwkerke (ter plaatse Nieuwkerke) is een dorp in de Belgische provincie West-Vlaanderen en een deelgemeente van Staden. Het was een zelfstandige gemeente tot aan de gemeentelijke herindeling van 1977. Oostnieuwkerke ligt ten zuidoosten van Staden zelf, slechts enkele kilometer ten westen van de stad Roeselare. Door Oostnieuwkerke stroomt de Mandel richting Roeselare, in de dorpskern werd de rivier ingekokerd.

## Geschiedenis
De naam van het dorp vindt men al terug in documenten uit 1093 als Nieukerka. In 1110 vindt men Neuekerca, in 1114 het Latijnse Noua Ecclesia, in 1122 Nivvekerke en in 1244 Nieukerke. In 1383 vindt men Oostnieukerke, in 1773 Oostnieuwkercke en sinds 1836 Oostnieuwkerke. Nieuwkerke duidt op de stichting van een nieuwe kerk door de paters van Zonnebeke die ook al het patronaatrecht hadden over de Sint-Michielskerk in Roeselare. Het voorvoegsel "Oost" maakt onderscheid met het dorp Nieuwkerke in Heuvelland.
In 1794 kwam het tot een treffen tussen Fransen en Oostenrijkers, waarbij een deel van het dorp afbrandde.
Voor 1789 (Franse Revolutie) was Oostnieuwkerke opgedeeld in verschillende landgoederen en heerlijkheden die niet altijd met de huidige gemeente- en parochiegrenzen samenvielen. In tegenstelling tot het lokaal politiek bestuur, dat destijds vrij versnipperd was, viel het gebied op religieus vlak als geheel onder de kerk van Oostnieuwkerke. Vanaf 1800 werd Oostnieuwkerke een autonome gemeente met een eigen bestuur. Dit bleef zo tot in 1976. Op 01 januari 1977 fusioneerde Oostnieuwkerke met Staden.
In juli 1917 werd Oostnieuwkerke beschoten door oprukkende Britse troepen maar de schade aan het kerkgebouw bleef beperkt. De bevrijding van Oostnieuwerke op 30 september 1918 gebeurde door Belgische troepen en zonder veel moeite, maar ter hoogte van de Most botsten die op hevige weerstand (de Flandern I Stellung). Er werd gedurende vijf dagen hard gevochten en er vielen heel wat slachtoffers.

## Demografische ontwikkeling
- Bronnen:NIS, Opm:1831 tot en met 1970=volkstellingen; 1976 = inwoneraantal op 31 december

## Bezienswaardigheden

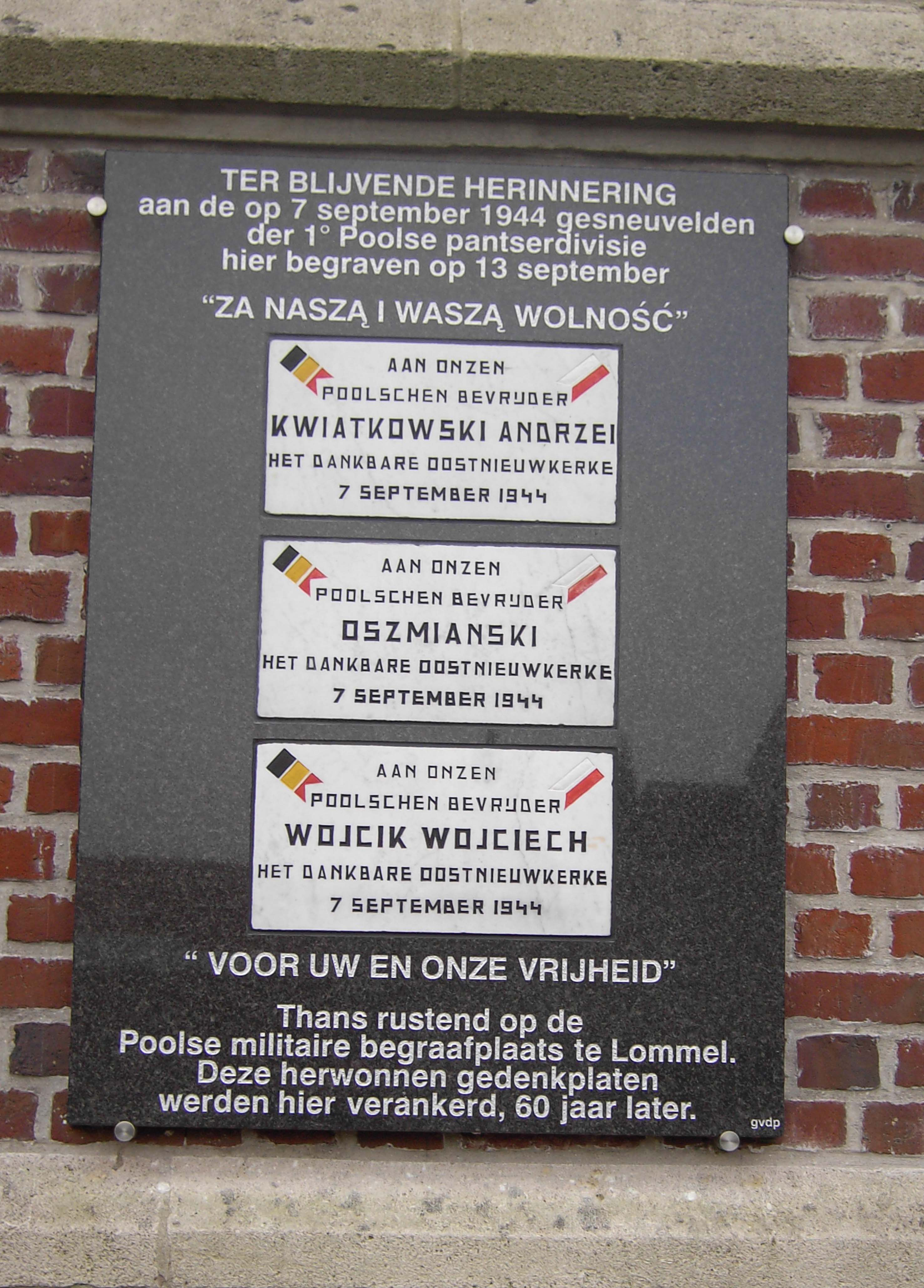
Dank aan de Poolse bevrijders

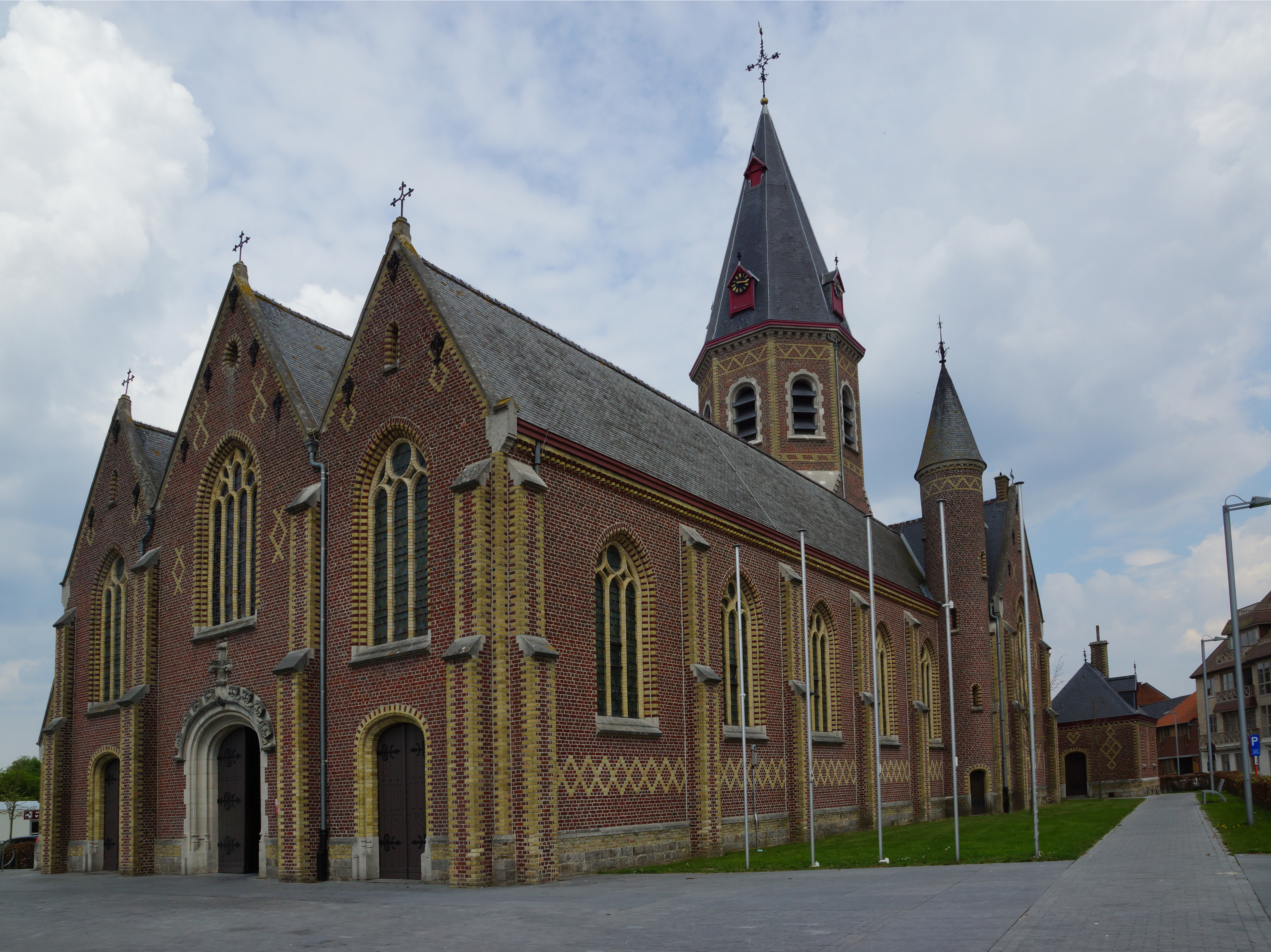
Onze-Lieve-Vrouwkerk van Oostnieuwkerke

- De Onze-Lieve-Vrouwekerk. Sinds 1900 staat hete huidige neogotische gebouw op de grondvesten van een vroeger Romaans kerkje. Aanvankelijk was de patroonheilige de heilige Blasius, later de heilige Brigida. Vanaf 1833 werd Oostnieuwkerke een Onze-Lieve-Vrouwparochie, die momenteel behoort tot de parochiefederatie Staden en het overkoepelende decanaat Roeselare. De verzorgde kerk die kort na aanvang van de 21ste eeuw werd opgefrist, telt enkele mooie glasramen. Aan de buitenzijde bevindt zich een gedenksteen ter ere van deslachtoffers van de Eerste Wereldoorlog, met een afbeelding van de gekroonde maagd met kindje Jezus en twee strijders als beschermfiguur.

## Natuur en landschap
Oostnieuwkerke ligt in Zandlemig Vlaanderen op een hoogte tussen 23 en 32 meter. De kerkdrempel ligt op 25 meter. Beken zijn de Mandel, Bombebeek, Vijverbeek en Engelse beek, afwaterend naar de Leie. De kom van het dorp ligt in de Mandelvallei.

## Economie
Oostnieuwkerke is een rustige plattelandsgemeente waar vrij veel tuinbouwbedrijven (kassen) en veehouderijen aanwezig zijn. Verder zijn er de typische buurtwinkels.

## Cultuur
In parochiezaal "Zonneheem" zijn er geregeld activiteiten van het plaatselijke verenigingsleven alsook in lokalen van het voormalige gemeentehuis, de gemeenteschool en het sportcentrum. De eucharistievieringen in de parochiekerk worden vaak (afwisselend) opgeluisterd door een drietal koren van eigen bodem, namelijk het Sint-Jozefskoor (volwassenen), het jeugdkoor Horizon en het kinderkoor "Kinderen van de Zon". Verder zijn er nog de jaarlijkse kermis en avondmarkt.

## Sport
Voetbalclub KSK Oostnieuwkerke is aangesloten bij de KBVB. De club speelde in zijn bestaan enkele malen in de nationale bevorderingsreeksen.

## Diensten en onderwijs
Het dorp telt één school, namelijk de vrije basisschool in de Slijperstraat. De andere school in de Roeselarestraat heeft een paar jaar leeg gestaan en werd gebruikt voor diverse activiteiten. Recent zijn de gebouwen overgenomen door Ter Sterre en worden ze gebruikt voor de grafische afdeling. Vroeger was er ook een lokale afdeling (bekend als het Mostschooltje) op de Most, een gehucht bij de grens met Roeselare, maar dit werd afgebroken. De Oostnieuwkerkse jeugd kan zich ontspannen in het plaatselijke jeugdhuis "Dolce Vita" of in de jeugdbewegingen, Chiro Jooniek (jongenschiro) of Chiro 't Scamanderke (meisjeschiro). De instelling "Kerckstede" voor personen met een matige tot ernstige mentale handicap is naast de school in de Slijperstraat gevestigd.
Aan de overkant van de vrije basisschool in de Slijperstraat was er het rusthuis of bejaardenhome "Heilige Familie". De inwoners van dit rusthuis zijn begin 2013 verhuisd naar de nieuwe vestiging "De Oever" in de Meulebroekenlaan (aan de oever van de Mandel). Ook vroegere inwoners van het verouderde Stadense rusthuis "Home St. Jan" kunnen er terecht.

## Bekende personen
- Maurice Blomme (1926-1980), wielrenner
- Louis Vanden Berghe (1923-1993), hoogleraar universiteit Gent, archeoloog, iranoloog, kunsthistoricus
- Jennie Vanlerberghe (1945), auteur, journaliste en vrouwenrechtenactiviste
- Luc Huyghe (1960), voetbalscheidsrechter

## Nabijgelegen kernen
Westrozebeke, Sleihage, Roeselare, Passendale